# Розен, Пётр Фёдорович
Пётр Фёдорович Розен (1779 — 1831) — барон, действительный статский советник, председатель областного правления Кавказской области.

## Биография
Родился в семье полковника Нидерландской службы Фридриха Адольфа Розена (1722—1796) и жены его Гертруды Магдалины урожденной Дерфельден; происходил из дворян Эстляндской губернии.
Службу начал 10 ноября 1794 г. регистратором гапсальского нижнего земского суда, а 15 декабря того же года был избран дворянством в заседатели и занимал эту должность в течение трех лет.
3 мая 1802 г. он избран был гакенрихтером в Вирландский уезд и 21 октября 1807 г. произведён был в коллежские асессоры.
В феврале 1811 г. перешёл на службу в Министерство Полиции, отсюда же 4 марта 1812 г. перемещен был в Военное Министерство, будучи назначен «помощником директора вышней военной полиции»; состоял в этой должности при Главнокомандующем генерал-фельдмаршале Михаиле Богдановиче Барклае де Толли.
В 1812 переведён директором военной полиции (контрразведка) к главнокомандующему русской армии генералу от инфантерии Михаилу Илларионовичу Голенищеву-Кутузову. Эту должность занимал и после вступления российских войск за границу — до сражения при Лейпциге. 17 декабря 1812 г. барон Розен награжден был орденом св. Анны 2 класса, 16 апреля 1813 г. пожалован был в военные советники, а 3 октября переименован в полковники, с оставлением по армии.
21 октября 1813 года «Высочайше поведено было быть главным директором полиции королевства Саксонского». По представлению главнокомандующего графа Л. Л. Бенигсена, за отличие в сражении при Лейпциге 6 и 7 октября 1813 года барону Розену были пожалованы алмазные знаки ордена Св. Анны 2-й степени. 30 декабря того же года за отличие в службе он был награждён орденом Св. Владимира 3-й степени.
Проводя сыскную работу, Петру Фёдоровичу барону Розену удалось обнаружить французские фабрики по изготовлению фальшивых русских ассигнаций в Дрездене и Лейпциге. В награду за это 23 октября 1814 он получил от Императора Александра I перстень с алмазом и короля Прусского — орден Красного Орла 2-й степени.
2 декабря 1814 г. Р. получил от Короля Прусского орден Красного Орла 2-й степени и, по упразднении в Королевстве Саксонском управления директора Российской военной полиции, был назначен, 10 марта 1815 г., директором Российской военной полиции при 1-й армии. После возвращения русских войск в Россию оставлен в Германии директором Российских госпиталей и в этой последней должности пробыл до 1 сентября 1816 г.
Высочайшим приказом 27 января 1817 г. переведён в Тамбовский пехотный полк, а через три года (24 февраля 1820 г.) был уволен из военной службы с чином действительного статского советника.
8 апреля 1822 г. он был назначен чиновником особых поручений при Министерстве Внутренних Дел.
В 1828 г. служил в Ставрополе, был Председателем Кавказского Областного Правления и в этой же должности скончался в Пятигорске 18 мая 1831 года.

## Семья
Братья и сёстры:
- Августа-Магдалина фон Розен (1777—1853) жена Карла Христиановича Унгерна-Штернберга.
- Владимир Фёдорович Розен (1778—1831)
- Розен, Отто Фёдорович (1782—1831) — генерал-лейтенант, начальник 2-й уланской дивизии.
- Фёдор Фёдорович (1782—1848) — генерал от инфантерии, член генерал-аудиториата.